# Charroux (Viena)
Charroux és un municipi francès situat al departament de la Viena i a la regió de la Nova Aquitània. L'any 2007 tenia 1.185 habitants.

## Demografia

### Població
El 2007 la població de fet de Charroux era de 1.185 persones. Hi havia 560 famílies de les quals 204 eren unipersonals (76 homes vivint sols i 128 dones vivint soles), 220 parelles sense fills, 124 parelles amb fills i 12 famílies monoparentals amb fills.
La població ha evolucionat segons el següent gràfic:
Habitants censats

### Habitatges
El 2007 hi havia 725 habitatges, 577 eren l'habitatge principal de la família, 88 eren segones residències i 59 estaven desocupats. 645 eren cases i 41 eren apartaments. Dels 577 habitatges principals, 388 estaven ocupats pels seus propietaris, 173 estaven llogats i ocupats pels llogaters i 16 estaven cedits a títol gratuït; 43 tenien una cambra, 23 en tenien dues, 84 en tenien tres, 174 en tenien quatre i 253 en tenien cinc o més. 381 habitatges disposaven pel capbaix d'una plaça de pàrquing. A 288 habitatges hi havia un automòbil i a 186 n'hi havia dos o més.

### Piràmide de població
La piràmide de població per edats i sexe el 2009 era:
| Homes | Edats   | Dones |
| ----- | ------- | ----- |
| 0     | 95 o +  | 0     |
| 8     | 90 a 94 | 8     |
| 8     | 85 a 89 | 20    |
| 24    | 80 a 84 | 28    |
| 44    | 75 a 79 | 52    |
| 56    | 70 a 74 | 56    |
| 28    | 65 a 69 | 32    |
| 20    | 60 a 64 | 40    |
| 36    | 55 a 59 | 48    |
| 36    | 50 a 54 | 56    |
| 36    | 45 a 49 | 40    |
| 60    | 40 a 44 | 36    |
| 52    | 35 a 39 | 28    |
| 64    | 30 a 34 | 32    |
| 32    | 25 a 29 | 52    |
| 20    | 20 a 24 | 16    |
| 12    | 15 a 19 | 48    |
| 20    | 10 a 14 | 48    |
| 28    | 5 a 9   | 52    |
| 56    | 0 a 4   | 24    |

## Economia
El 2007 la població en edat de treballar era de 695 persones, 477 eren actives i 218 eren inactives. De les 477 persones actives 432 estaven ocupades (248 homes i 184 dones) i 45 estaven aturades (21 homes i 24 dones). De les 218 persones inactives 103 estaven jubilades, 36 estaven estudiant i 79 estaven classificades com a «altres inactius».

### Ingressos
El 2009 a Charroux hi havia 569 unitats fiscals que integraven 1.173,5 persones, la mediana anual d'ingressos fiscals per persona era de 14.608 €.

### Activitats econòmiques
Dels 78 establiments que hi havia el 2007, 3 eren d'empreses extractives, 3 d'empreses alimentàries, 3 d'empreses de fabricació d'altres productes industrials, 13 d'empreses de construcció, 15 d'empreses de comerç i reparació d'automòbils, 2 d'empreses de transport, 5 d'empreses d'hostatgeria i restauració, 2 d'empreses d'informació i comunicació, 2 d'empreses financeres, 5 d'empreses immobiliàries, 8 d'empreses de serveis, 11 d'entitats de l'administració pública i 6 d'empreses classificades com a «altres activitats de serveis».
Dels 31 establiments de servei als particulars que hi havia el 2009, 1 era una oficina d'administració d'Hisenda pública, 1 gendarmeria, 1 oficina de correu, 2 oficines bancàries, 2 funeràries, 3 tallers de reparació d'automòbils i de material agrícola, 1 paleta, 1 guixaire pintor, 2 fusteries, 4 lampisteries, 5 electricistes, 3 perruqueries, 1 veterinari, 1 restaurant, 2 agències immobiliàries i 1 tintoreria.
Dels 7 establiments comercials que hi havia el 2009, 1 era una botiga de menys de 120 m², 2 fleques, 1 una carnisseria, 1 una botiga de material esportiu, 1 un drogueria i 1 una floristeria.
L'any 2000 a Charroux hi havia 48 explotacions agrícoles que ocupaven un total de 3.944 hectàrees.

## Equipaments sanitaris i escolars
El 2009 hi havia 1 farmàcia i 2 ambulàncies.
El 2009 hi havia una escola elemental. Charroux disposava d'un col·legi d'educació secundària amb 147 alumnes.

## Poblacions més properes
El següent diagrama mostra les poblacions més properes.